# 1943 en architecture
| Années de l'architecture : 1940 - 1941 - 1942 - 1943 - 1944 - 1945 - 1946    |
| Décennies de l'architecture : 1910 - 1920 - 1930 - 1940 - 1950 - 1960 - 1970 |

Cet article présente les faits marquants de l'année 1943 en architecture.

## Réalisations
- 15 janvier : inauguration du Pentagone à Arlington, près de Washington.

## Événements
- Publication de la Charte d'Athènes par Le Corbusier.

## Récompenses
- x

## Naissances
- 1er avril : Mario Botta.
- 26 avril : Peter Zumthor.

## Décès
- Maximilien Raphel.
- 19 juillet : Giuseppe Terragni (° 18 avril 1904).